# چانگ چون هسونگ
چانگ چون هسونگ (چینی: 張俊雄؛ زادهٔ ۲۳ مارس ۱۹۳۸) یک سیاست‌مدار اهل تایوان است.